# 2 سنت (عملة معدنية)
أُنتجت القطعة المعدنية بقيمة سِنتين (بالإنجليزية: 2 Cents) بواسطة دار سك العملة في الولايات المتحدة للتداول من عام 1864 إلى عام 1872 وللمُقتنين في عام 1873. صُممت هذه العملة بواسطة جيمس ب. لونجاكر، وقد شهدت انخفاضًا في سكِّها كل عام، حيث أظهرت العملات الأصغر حجمًا كالمصنوعة من النيكل شعبية أكثر. أُلغي سكّ العملة بموجب قانون العملات المعدنية لعام 1873.
تسبب الاضطراب الاقتصادي الناجم عن الحرب الأهلية الأمريكية في اختفاء العملات المعدنية التي أصدرتها الحكومة. وكانت إحدى الوسائل المستخدمة لسد هذه الفجوة هي إصدار عملات رمزية، وكانت في أغلب الأحيان مصنوعة من البرونز. كان السنت في ذلك الوقت يُصنع من سبيكة النحاس والنيكل، كان من الصعب على دار سك العملة في فيلادلفيا أن تصنع هذه القطعة، وأوصى مسؤولو الدار، بالإضافة إلى لجنة فحص المعادن، باستبدال العملة المعدنية. على الرغم من رغبوا في الاحتفاظ بوجود النيكل في العملات المعدنية؛ بقيادة عضو الكونجرس عن ولاية بنسلفانيا ثاديوس ستيفنز، أقر الكونجرس قانون العملات المعدنية لعام 1864، والذي يسمح بعملات برونزية من فئة سنتين وقطع من فئة سنتين.
على الرغم من شعبيتها في البداية في غياب العملات الفيدرالية الأخرى، إلا أن مكان القطعة النقدية بقيمة سنتين في التداول قد تراجع لصالح عملات معدنية أساسية أخرى وافق عليها الكونجرس لاحقًا، مثل عملة ثلاث سنتات المصنوعة من النيكل. تم إلغاء استخدام العملة في عام 1873، واستردت الحكومة كميات كبيرة منها لصهرها.

## المقترح والتشريع
كان السيناتور عن ولاية كونيتيكت يوريا تريسي ‏ قد اقترح في عام 1806 إصدار قطعة نقدية بقيمة 2 سنت إلى جانب قطعة نقدية بقيمة 20 سنت (أو عشرة سنتات مزدوجة). انعكاسًا للنظرة السائدة آنذاك التي تقول إن العملات المعدنية يجب أن تحتوي قيمتها من المعدن، نصَّ مشروع قانون تريسي على أن تكون القطعة ذات السنتين مصنوعة على شكل سبيكة نقدية أو فضة مقلدة. وقد عارض مدير دار سك العملة روبرت باترسون ‏ مشروع القانون، لأنه سيكون من الصعب تنقية الفضة من القطع المذابة لإنتاج السبائك المطلوبة. على الرغم من أن تشريعات تريسي تم إقرارها في مجلس الشيوخ مرتين، في عامي 1806 و1807، إلا أنها فشلت في مجلس النواب. أرسل باترسون زرًا نحاسيًا مع قرصين من السبائك النقدية إلى تريسي، لتوضيح نظريته بأن منع تزوير العملة سيكون صعبًا للغاية. في عام 1836، نظرت دار السك في الأمر، وأُجريت التجارب عليها من قبل صانع العملات كريستيان جوبريشت ‏ والمتخصص في الإذابة والتنقيح فرانكلين بيل. ووقع الاختيار على استخدام السبائك النقدية، وتم تضمين بند العملة في المسودات المبكرة لقانون دار السك لعام 1837، ولكن تم إسقاط الاقتراح عندما تمكن فرانكلين بيل من إثبات أن العملة يمكن تزويرها بسهولة.

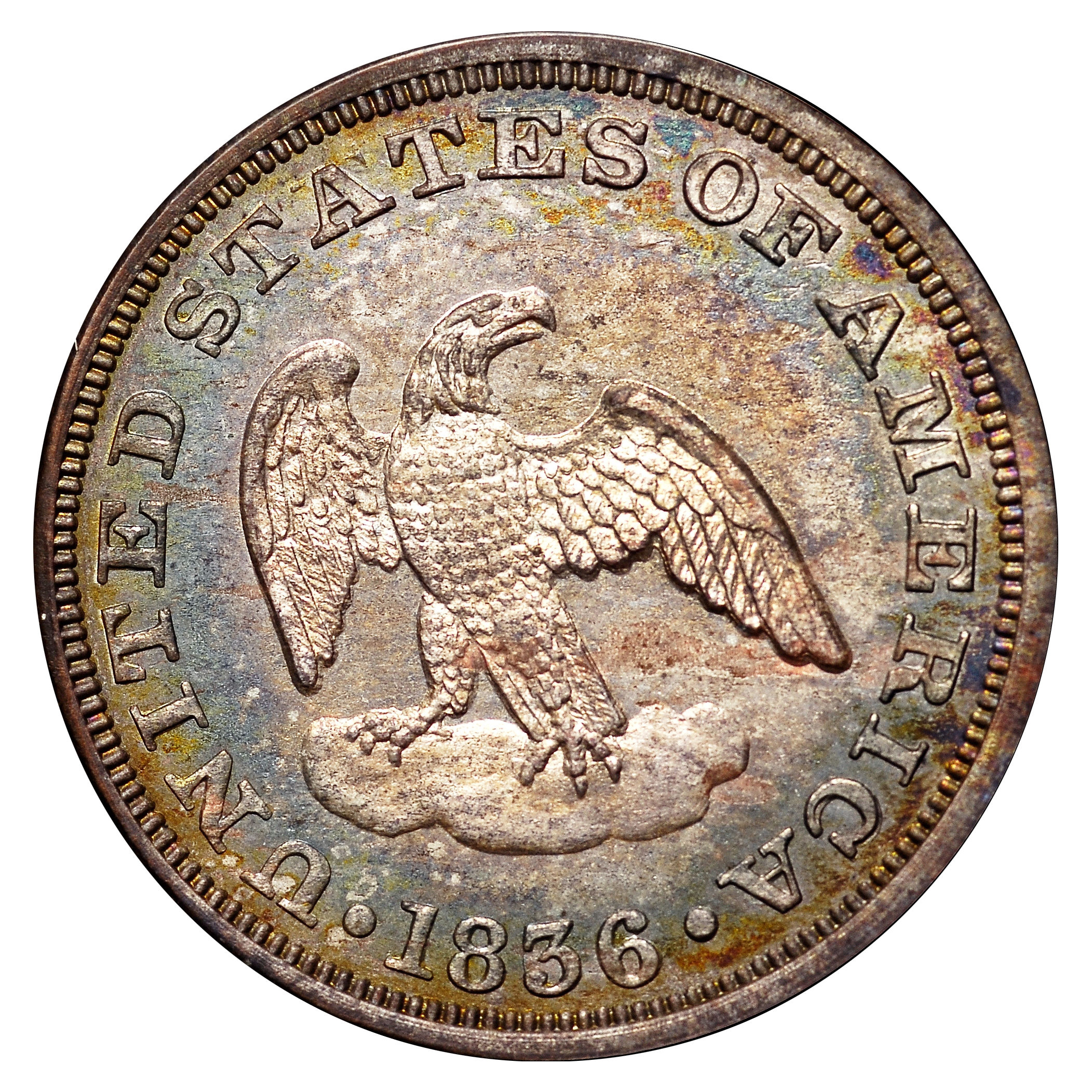
نموذج تم تقديمه عام 1836 للقطعة المعدنية بقيمة سنتين

حتى عام 1857، كانت العملة المعدنية بقيمة سنت واحد عبارة عن قطعة نحاسية كبيرة، تحتوي على قيمتها من المعدن تقريبًا. لم تكن هذه العملات المعدنية شائعة، وفي عام 1857، بعد الحصول على موافقة الكونجرس، بدأت دار سك العملة في إصدار سنت العقاب الطائر، وهو نفس قطر سنت لينكولن الذي أصدر لاحقًا، ولكنه أكثر سمكًا ومصنوعًا من سبيكة نحاس ونيكل. تم تداول هذه القطع، وعلى الرغم من أن التصميم لم يكن جيدًا وتم استبداله بعملة رأس الهندي في عام 1859، فقد تم استخدام العملات المعدنية على نطاق واسع حتى اختفت جميع العملات الفيدرالية من التداول في معظم أنحاء الولايات المتحدة في عامي 1861 و1862، أثناء الاضطرابات الاقتصادية في الحرب الأهلية الأمريكية. وقد حدث هذا لأن العديد من الشماليين كانوا يخشون أنه في حالة فشل الحرب، فإن النقود الورقية والسندات الحكومية قد تصبح بلا قيمة. تم سد الفجوة عبر طرق مختلفة، من بينها إصدارات رمزية خاصة، في بعض الأحيان من النحاس والنيكل بحجم يقارب السنت، ولكن غالبًا ما كانت القطع الأقل سمكًا من البرونز.

دعت تلك الأسباب مسؤولي الحكومة إلى البحث عن طرح عملات معدنية جديدة. وفي تقريره السنوي الذي قدمه في أكتوبر في عام 1863، لاحظ مدير دار سك النقود جيمس بولوك أنه "بينما يتوقع الناس الحصول على القيمة الكاملة لعملاتهم الذهبية والفضية، فإنهم يريدون فقط العملة المعدنية الأقل جودة [المعادن الأساسية] لسهولة إجراء المدفوعات المحددة". لاحظ بولوك أن العملات المعدنية الخاصة كانت تحتوي في بعض الأحيان على ما لا يقل عن 5 سنت من المعدن، ومع ذلك كانت لا تزال متداولة. واقترح استبدال سنت النحاس والنيكل بقطعة برونزية من نفس الحجم. أراد بولوك أيضًا استبعاد استخدام النيكل، لأن سبائكه الصلبة تسببت في تدمير القوالب والآلات في دور السك. في 8 ديسمبر، كتب بولوك إلى وزير الخزانة سلمون تشيس، مقترحًا بإصدار عملة برونزية بقيمة سنت واحد وسنتين، وإرفاق عملة تجريبية من فئة سنتين كان قد أعدها. ووفقًا لخبير العملات نيل كاروثرز، فإن القطعة النقدية بقيمة سنتين كانت على الأرجح مقترحة من أجل الحصول على أكبر قدر ممكن من القيمة الدولارية في العملات الصغيرة للتداول في أقصر وقت ممكن، حيث يمكن للدار سك قطعة بقيمة سنتين بسهولة كما السنت الواحد.

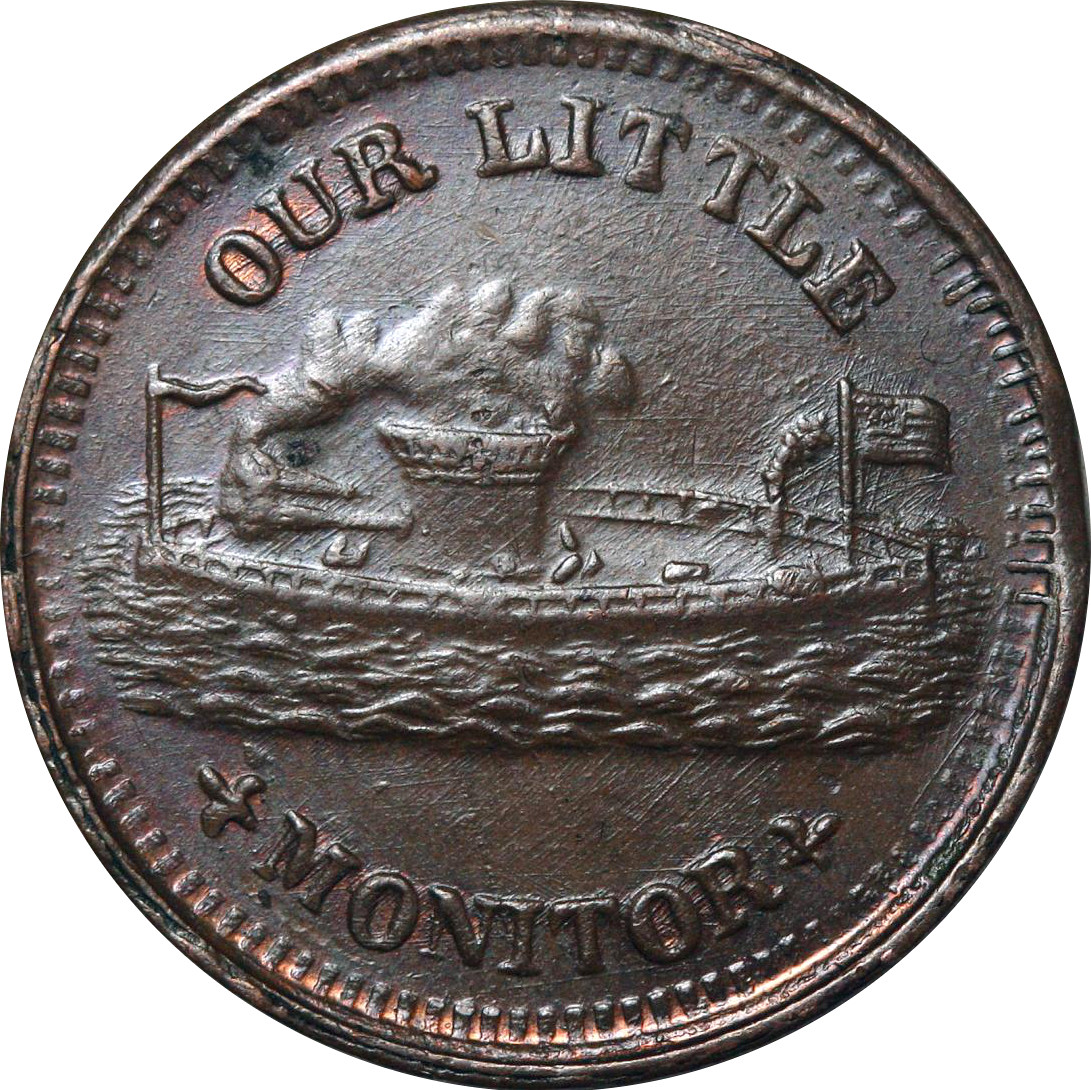
عملة حرب أهلية بقيمة سنت

في الثاني من مارس لعام 1864، كتب بولوك بشكل عاجل إلى تشيس، محذرًا إياه من أن دار السك بدأت تنفد منها العملات المعدنية من فئة النيكل، وأن الطلب على السنتات بلغ أعلى مستوياته على الإطلاق. وأبلغ الوزير أيضًا أن فحص المعادن، التي تتألف من مواطنين ومسؤولين اجتمعوا في الشهر السابق لاختبار العملات الفضية والذهبية، وأوصت باستخدام البرونز الفرنسي (95% نحاس، مع قصدير وزنك) كمعادن لعملة السنت وقطعة جديدة بقيمة سنتين. بعد ثلاثة أيام، أرفق تشيس رسالة بولوك الصادرة في شهر ديسمبر ومشروع قانون بشأن القطع البرونزية فئة سنت واحد وسنتين وأرسلهما إلى السيناتور ويليام ب. فيسندن من ولاية ماين، رئيس لجنة المالية بمجلس الشيوخ. ولم يتخذ فيسندن أي إجراء فوري، وفي 16 مارس، كتب بولوك مرة أخرى إلى تشيس، محذرًا من أن الدار سوف تنفد من النيكل، الذي كان يتم استيراد الكثير منه. تم تقديم التشريع أخيرًا من قبل السيناتور عن ولاية نيو هامبشاير دانيال كلارك.
كان يتم إنتاج النيكل محليًا في ذلك الوقت من منجم في جاب، بنسلفانيا يمتلكه رجل الصناعة جوزيف وارتون. في 19 مارس، كتب بولوك إلى تشيس أنهم لم يعد لديهم أي نيكل، ولا يوجد أي شيء متاح من الخارج؛ "وبالتالي أصبحنا محصورين في الإمدادات المحلية؛ من أعمال السيد وارتون". في معارضة لفكرة إزالة النيكل من السنت، نشر وارتون كتيبًا في أبريل 1864 يقترح سك قطع من فئة سنت واحد، وسنتين، وثلاثة، وخمسة، وعشرة سنتات من سبيكة مكونة من جزء واحد من النيكل وثلاثة أجزاء من النحاس، مما أدى إلى مضاعفة نسبة النيكل المستخدمة في السنت. وعلى الرغم من جهود وارتون، وفي 20 يناير، أيدت لجنة مختارة من مجلس النواب مشروع القانون. وقد عارضه ثاديوس ستيفنز من ولاية بنسلفانيا، الذي كان يمثل منطقة التعدين التي استخرج منها وارتون النيكل. ويروي ستيفنز أن وارتون أنفق 200 ألف دولار على تطوير منجمه وآلات تنقية الخام، وكان من غير العدل حرمانه من الاستخدام الرئيسي لمعادنه." هل يجب علينا تدمير كل تلك الممتلكات لأن سك النقود باستخدام معدن آخر قد يوفر المزيد من المال للحكومة؟" علاوةً على ذلك، فقد زعم أن سبيكة النحاس والنيكل المستخدمة في سك النقود قد وافق عليها الكونجرس، وأن المعدن الجديد، الذي أطلق عليه "النحاس الأصفر"، سوف يظهر عليه الصدأ. وقد تم دحض هذا الادعاء من قبل عضو الكونجرس عن ولاية أيوا جون أ. كاسون ‏، رئيس لجنة مجلس النواب المعنية بالعملات المعدنية والأوزان والمقاييس ‏، والذي صرح بأن سبيكة البرونز لا تشبه النحاس، وأنه لا يستطيع دعم الاقتراح القائل بأن الحكومة ملزمة بالشراء من المورِّد لأنه أنفق أموالاً آملاً في نجاح المقترح.
أقر مجلس النواب التشريع، وصدق الرئيس أبراهام لينكولن على قانون العملات المعدنية لعام 1864 ‏ في 22 أبريل، 1864. جعل التشريع العملات المعدنية الأساسية قانونية لأول مرة حظر القانون العملات الرمزية الخاصة بقيمة سنت وسنتين، وفي وقت لاحق من ذلك العام ألغى الكونجرس جميع تلك الإصدارات لم يسمح التشريع باسترداد سنتات النحاس والنيكل القديمة الذي صاغه بولوك الذي كان يأمل أن يساعد الريع من إصدار العملات الجديدة في تمويل عمليات دار السك، ويرجح المؤرخون أن توجهات وارتون تم احتوائها من خلال إقرار مشروع قانون عملة ثلاثة سنتات ‏ في عام 1865 وقطعة بقيمة خمسة سنتات في عام 1866.

## التصميم

نماذج أولية للعملة المعدنية من فئة 2 سنت
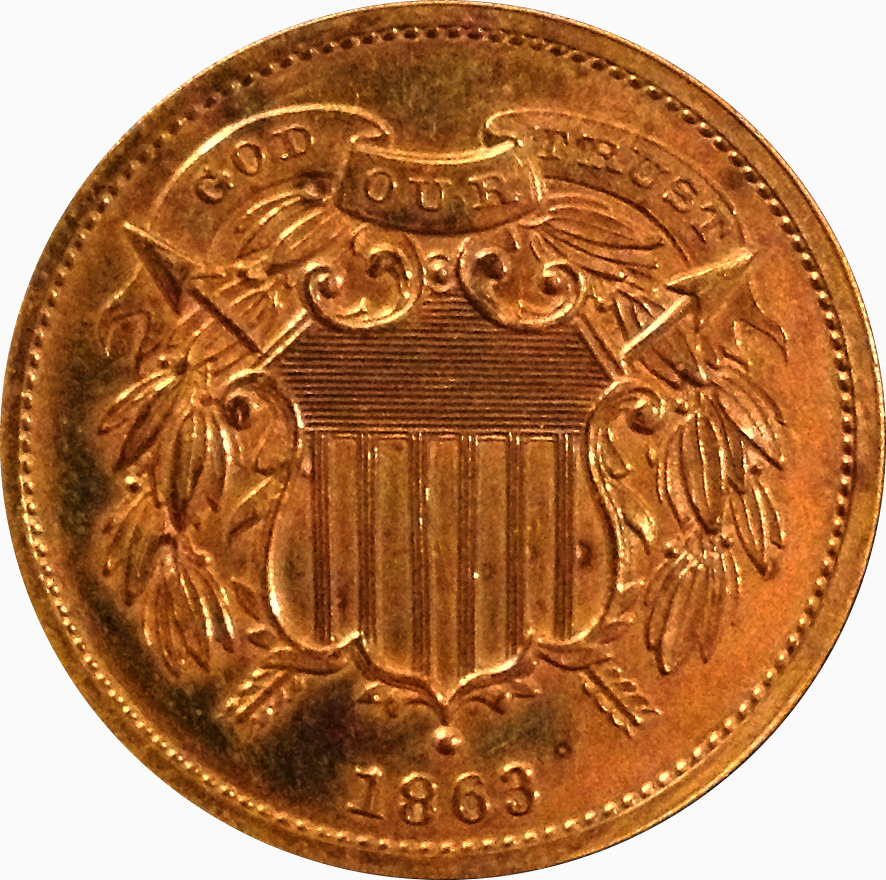
"الله ثقتنا" (GOD OUR TRUST)
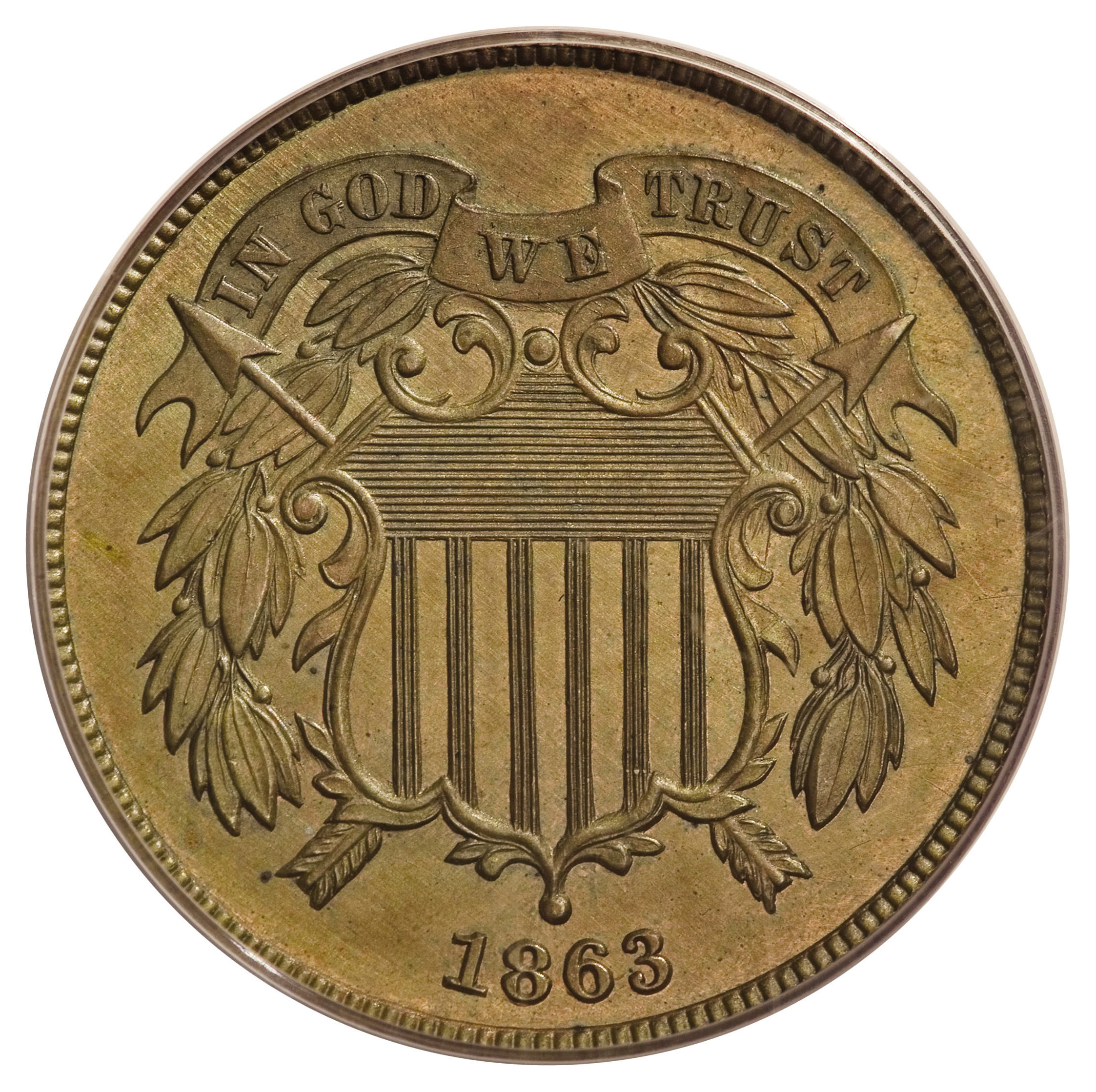
"بالله نثق" (IN GOD WE TRUST)
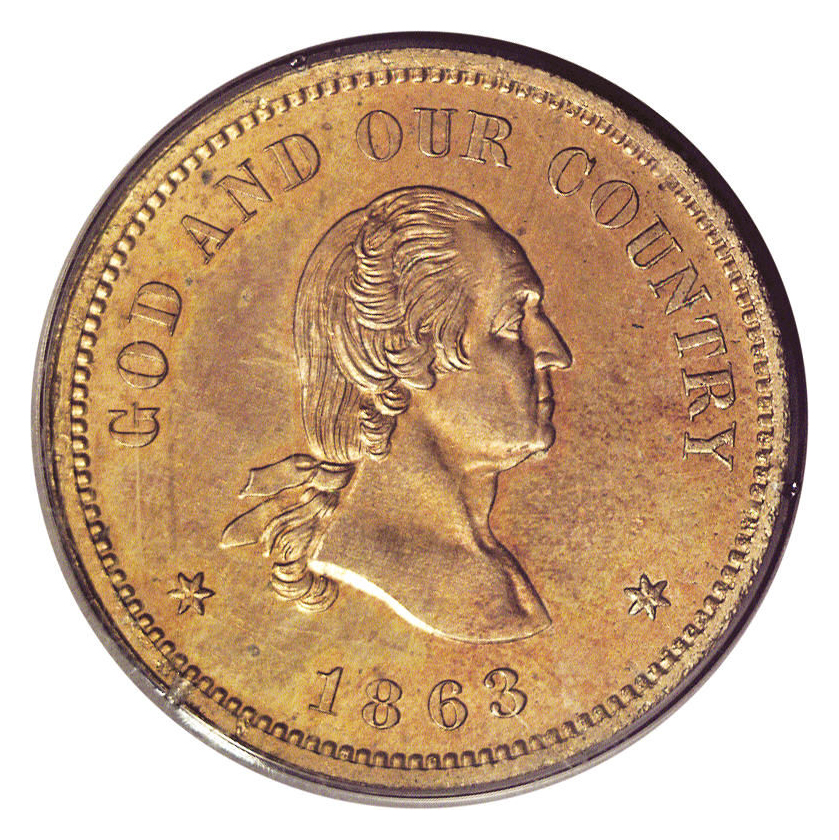
"الله وبلدنا" وتصوير لرأس جورج واشنطن

في أواخر عام 1861، كتب القس مارك واتكينسون من ريدليفيل، بنسلفانيا، إلى وزير الخزانة سلمون تشيس، مقترحًا بوضع إشارة إلى الله على العملات المعدنية في ذلك الوقت من الحرب. وفي نوفمبر من نفس العام، كتب تشيس إلى مدير دار السك جيمس بولوك، "لا يمكن لأي أمة أن تكون قوية إلا بقوة الله، أو آمنة إلا في دفاعه. يجب أن يعلن عن ثقة شعبنا في الله على عملاتنا الوطنية". فكر بولوك في العديد من الشعارات، بما في ذلك "الله ثقتنا" و"الله وبلدنا". ثم أرسل إلى تشيس نماذجًا في ديسمبر 1863 استخدمت "الله ثقتنا"، وكتب عن التصميم، "الأنماط جميلة ومناسبة، والشعار الموجود على كل منها، كما سيوافق عليه كل من يخاف الله ويحب بلده". كما أرسل عملات معدنية منقوشة تصور جورج واشنطن؛ رد تشيس على الرسالة، "أوافق على شعاراتك، وأقترح فقط أن يبدأ الشعار على الوجه الأمامي لواشنطن بكلمة "نحن" (OUR) ، بحيث يُقرأ "إلهنا وبلدنا" (OUR GOD AND OUR COUNTRY). وعلى الوجه الخلفي للدرع، يجب تغييره بحيث يُقرأ: "بالله نثق" (IN GOD WE TRUST)." استوحى بولوك إلهامه من "النشيد الوطني، بالتحديد شطري "وليكن هذا شعارنا، بالله نثق".
وبما أن الشعارات التي يجب وضعها على العملات المعدنية كانت منصوص عليها في قانون عام 1837، فقد كان لابد من تغيير في التشريع. سمح القانون الذي أنشأ العملة المعدنية بقيمة سنتين لمدير دار سك العملة، بموافقة وزير الخزانة، بتحديد التصميمات والشعارات التي سيتم استخدامها. وبذلك كانت أول عملة معدنية تحمل عبارة "نثق بالله" التي انتشرت لاحقًا؛ ففي 3 مارس 1865، أقر الكونجرس تشريعًا يأمر باستخدام العبارة على كافة العملات المعدنية طالما أن الحجم مناسب. ومنذ عام 1938، أصبح يستخدم عبارة "نثق بالله" على جميع العملات الأمريكية.
التصميم الأمامي هو نسخة المصمم لونجاكر من الختم الكبير للولايات المتحدة. يركز تصميمه على الدرع، أو الدرع الواقي، كسلاح دفاعي، يدل على القوة والحماية الذاتية من خلال الوحدة. يرمز الجزء العلوي من الدرع، إلى الكونجرس، وتمثل الخطوط العمودية الثلاثة عشر الولايات الأصلية الثلاثة عشر . وبالتالي، فإن الشعار بأكمله يرمز إلى قوة الحكومة الفيدرالية من خلال وحدة الولايات. تمثل الأسهم المتقاطعة عدم الاعتداء، ولكنها تدل على الاستعداد للهجوم. ترمز أغصان الغار، المأخوذة من التقليد اليوناني، إلى النصر. في النقش الشعاري، تمثل الخطوط العمودية اللون الأحمر، والمناطق الواضحة باللون الأبيض والخطوط الأفقية باللون الأزرق، وبالتالي فإن الشعار ملون باللون الأحمر والأبيض والأزرق ويهدف إلى استحضار العلم الأمريكي. أما الوجه الخلفي فهو يصور إكليل قمح مزخرف قليلاً.
اعتبر مؤرخ الفن كورنيليوس فيرمول ‏ أن القطعة النقدية بقيمة سنتين هي "الأكثر قوطية والأكثر تعبيرًا عن الحرب الأهلية" من بين جميع العملات المعدنية الأمريكية. قائلاً "إن الدرع والسهام والإكليل الموجود على الوجه الأمامي لا يحتاج سوى مدفع جانبي ليكون تعبيرًا كاملاً عن شعارات الحرب الأهلية."

## القطع
تم سك جميع القطع النقدية بقيمة سنتين في دار سك العملة في فيلادلفيا، ولا تحمل أي علامة لدار السك العملة.
| السنة           | إثبات | المتداولة  |
| --------------- | ----- | ---------- |
| 1864            | 100   | 19,822,500 |
| 1865            | 500   | 13,640,000 |
| 1866            | 725   | 3,177,000  |
| 1867            | 625   | 2,938,750  |
| 1868            | 600   | 2,803,750  |
| 1869            | 600   | 1,546,500  |
| 1870            | 1000  | 861,250    |
| 1871            | 960   | 721,250    |
| 1872            | 950   | 65000      |
| 1873 "Closed 3" | 500   |            |
| 1873"Open 3"    | 600   |            |

## إحالة
1. ↑  Taxay، صفحة 141.
2. ↑  Giedroyc.
3. ↑  Taxay، صفحة 232.
4. ↑  Snow، صفحات 7, 9.
5. ↑  Yeoman، صفحات 113–117.
6. ↑  Carothers، صفحات 191–92.
7. ↑  Taxay، صفحات 239–240.
8. 1 2 3  Taxay، صفحة 240.
9. ↑  Carothers، صفحة 196.
10. ↑  Radeker، صفحة 1740.
11. ↑  Carothers، صفحة 200.
12. ↑  Carothers، صفحات 196–197.
13. ↑  Carothers، صفحة 197.
14. ↑  Taxay، صفحات 241–242.
15. 1 2  Taxay، صفحة 242.
16. ↑  Carothers، صفحة 195.
17. ↑  Carothers، صفحة 199.
18. ↑  Yeoman، صفحة 135.
19. 1 2  Kay، صفحة 40.
20. ↑  Lange، صفحة 99.
21. 1 2 3 4  US Department of the Treasury.
22. ↑  Radeker، صفحة 1741.
23. ↑  The Soldier's Companion، صفحة 19.
24. ↑  Bureau of the Mint، صفحات 44–45.
25. ↑  Lange، صفحات 98–99.
26. ↑  Bureau of the Mint، صفحة 48.
27. 1 2  Rayburn، صفحة 42.
28. 1 2  Peters & Mohon 1995، صفحة 16.
29. ↑  Bowers 2006، صفحة 54.
30. 1 2  Vermeule، صفحة 60.
31. ↑  Yeoman، صفحة 129.
32. ↑  Yeoman، صفحة 127.